# SpiderMonkey
SpiderMonkey je JavaScriptový engine napsaný Brendanem Eichem, tvůrcem JavaScriptu, ve společnosti Netscape Communications. Tento engine byl později uvolněn jako open-source a nyní je spravován Mozilla Corporation. Je využíván ve webovém prohlížeči Mozilla Firefox, prohlížeči PDF souborů Adobe Reader a dalších aplikacích.